# Cho Sang-hyeok
Cho Sang-hyeok (Koreaans: 조상혁) (12 januari 2001) is een Koreaanse langebaanschaatser. Cho geldt als een sprinter en kende zijn internationale doorbraak in het seizoen 2023/2024.

## Records

### Persoonlijke records
| Afstand    | Tijd    | Datum            | Baan           |
| ---------- | ------- | ---------------- | -------------- |
| 500 meter  | 34,44   | 20 januari 2024  | Salt Lake City |
| 1000 meter | 1.07,67 | 28 januari 2024  | Salt Lake City |
| 1500 meter | 1.51,91 | 21 december 2022 | Seoel          |
| 3000 meter | 4.15,86 | 16 februari 2023 | Seoel          |
| 5000 meter | 7.31,09 | 22 januari 2016  | Seoel          |

(laatst bijgewerkt: 22 februari 2024)

## Resultaten
| Jaar | WK Sprint              | WK Afstanden                    | Wereldbeker        | WK Junioren      |
| ---- | ---------------------- | ------------------------------- | ------------------ | ---------------- |
| 2019 |                        |                                 |                    | 5e 500m 7e 1000m |
| 2020 |                        |                                 |                    | 4e 500m · 1000m  |
|      |                        |                                 |                    |                  |
| 2024 | 9e (4e, 10e, 13e, 12e) | 7e 500m 20e 1000m 8e teamsprint | 24e 500m 24e 1000m |                  |
| 2025 |                        | 12e 500m 7e teamsprint          | 23e 500m 23e 1000m |                  |

(#, #, #, #) = afstandspositie op sprinttoernooi (500m, 1000m, 500m, 1000m).